# Bennecourt
Bennecourt is een gemeente in het Franse departement Yvelines (regio Île-de-France) en telt 1784 inwoners (1999). De plaats maakt deel uit van het arrondissement Mantes-la-Jolie.

## Geografie
De oppervlakte van Bennecourt bedraagt 7,0 km², de bevolkingsdichtheid is 254,9 inwoners per km².
De onderstaande kaart toont de ligging van Bennecourt met de belangrijkste infrastructuur en aangrenzende gemeenten.

## Demografie
Onderstaande figuur toont het verloop van het inwonertal (bron: INSEE-tellingen).